# Linley Henzell's Dungeon Crawl
Linley Henzell's Dungeon Crawl is een videospel voor verschillende platforms. Het spel werd uitgebracht in 1997. Het speelveld wordt van bovenaf weergeven.

## Platforms
- DOS (1997)
- Linux (1997)
- Windows (1997)